# ウルトラマンサーガ
『ウルトラマンサーガ』（ULTRAMAN SAGA）は、2012年3月24日に全国松竹系映画館にて公開された円谷プロダクション製作の特撮映画作品、および劇中に登場する巨大ヒーローの名称。
キャッチコピーは「僕らにはまだ、輝く希望がある!!」、「誰も見たことのないウルトラマン。」、「子供たちのために戦う、すべての人へ。」、「あきらめるな!!」。

## 概要
本作品は、2010年12月23日に公開された『ウルトラマンゼロ THE MOVIE 超決戦!ベリアル銀河帝国』に続くウルトラマンシリーズ45周年記念作品第2弾として制作されている。
当初は『大怪獣バトル ウルトラ銀河伝説 THE MOVIE』（2009年12月12日公開）や『ベリアル銀河帝国』同様、2011年12月公開予定だった。同年3月11日に発生した東日本大震災の影響で一度は制作中断に見舞われたが、復興支援として制作されることになった。
近年でも『ウルトラ銀河伝説』で活躍し、2012年で生誕15周年を迎えたウルトラマンダイナ、2011年で生誕10周年を迎えたウルトラマンコスモス、そして当時の最新ヒーローであるウルトラマンゼロを中心としたウルトラ戦士と怪獣軍団の決戦を描く。
コスモスが映画に登場するのは、2003年8月2日公開の『ウルトラマンコスモスVSウルトラマンジャスティス THE FINAL BATTLE』以来9年ぶり、3月にウルトラ映画が公開されるのは、2000年3月11日公開の『ウルトラマンティガ THE FINAL ODYSSEY』以来12年ぶりとなる。
入場者特典として、2011年12月1日に死去したウルトラ漫画の巨匠・内山まもるの遺作となった漫画『戦え!ウルトラ戦士 出撃!宇宙けいび隊』を収録したミニブック『ウルトラコミックブック』がプレゼントされた。また、公開直前の2012年3月18日には大阪市営地下鉄中央線コスモスクエア駅でゼロが1日駅長を務めた。同年3月20日には公開記念フレーム切手が発売されている。
2012年3月30日から4月1日までの期間限定で、円谷プロ公式サイト「円谷ステーション」において冒頭約8分間がノーカットで配信された。
新宿ピカデリー、シネリーブル池袋他全国221館369スクリーンで公開され、2012年3月24日・3月25日の初日2日間で興収1億4,374万7,300円、動員11万6,006人を記録し、映画観客動員ランキング（興行通信社調べ）で初登場第4位となった。その後、興収は5億3,000万円に達している。
2012年3月2日には、チャンネルNECOで特集番組が放送された。
2013年12月7日には、公開版で削除されたウルトラ兄弟の登場シーンを追加したディレクターズカット版が、MOVIX亀有にてイベント上映された。

### 特徴
- ウルトラ映画では初となる、2D・3D版での同時上映[9]。そのため、劇場版ウルトラシリーズでは珍しく、本編と特撮を限られた撮影期間内に3D撮影するために、本編班と特撮班の2班体制となっており、2班同時進行で撮影が行われた[9]。
- 2011年11月25日と12月22日に発売されたDVD『ウルトラマンゼロ外伝 キラー ザ ビートスター』は、本作品の序章という扱いになっている。
- 近年のウルトラシリーズでは、映画『大決戦!超ウルトラ8兄弟』（2008年9月13日公開）以来、久々に地球が舞台となり（ゼロが地球で戦うのは本作品が初めて）、久しく使用されていなかったミニチュア特撮も復活した[10]。
- 主要キャストにおいては、映画初主演となるBREAKERZのDAIGOがゼロの新たな人間体となるタイガ・ノゾム、つるの剛士もアスカ・シン（ダイナ）杉浦太陽も春野ムサシ（コスモス）役で出演[11][12]。主演3人以外のウルトラマンとして、黒部進、森次晃嗣、団時朗、高峰圭二、真夏竜もそれぞれのウルトラ兄弟役で出演する[注釈 2]。
- アスカを含めた特捜チーム・スーパーGUTSのその後が描かれ、つるの以外の『ダイナ』のキャストが同じ役で出演するのは、OV『ウルトラマンダイナ 帰ってきたハネジロー』（2001年3月25日発売）以来[注釈 3][注釈 4]。当初のシナリオでは、本作品のラストでアスカがネオフロンティアスペースに帰還することで、『ダイナ』のエピローグとする構成になっていたが、つるのが「まだ帰らないほうがアスカらしい」「もっと飛んでいたい」と提案したことで変更された[14]。
- ウルトラシリーズでは初の全員女性隊員の防衛チームであるチームUが登場し、隊員役にAKB48（当時）から選抜された秋元才加・梅田彩佳・宮澤佐江・増田有華・小林香菜・島田晴香・佐藤すみれの7人が出演[15][16]。これまでのシリーズでは、『ダイナ』第42話でのみ登場した「キティ小隊」や『ウルトラマンガイア』の「チーム・クロウ」のように、一部隊のメンバーが女性ばかりというのはあったが、防衛チームの隊員全員が女性なのは、これが初めてである。なお、本作品を元にした『ぱちんこウルトラバトル烈伝 戦えゼロ！若き最強戦士』では稼働時期が『ウルトラマンギンガS』の放送後であったため、同時期に当時のメンバーであった最上もがが出演していたでんぱ組.incのメンバーに変更されている。
- 敵側の主要キャラとして、強豪怪獣であるゼットンの新たな形態となるハイパーゼットンが登場し、『帰ってきたウルトラマン』第51話（最終回）でゼットンを操ったバット星人が、本作品においてもハイパーゼットンを操るボスのような役割で登場し、声を元宮崎県知事の東国原英夫が演じた[17]。
- 「愛蔵版 ウルトラマンサーガ超全集」や各種雑誌などでのインタビュー[18]、2012年4月13日に行われたトークイベント「ウルトラマンサーガ感謝祭」、画コンテ集などで語られた初期プロットの内容では、「侵略者の猛攻に遭い、地球人たちは敗走状況にあったが、ウルトラマンたちの協力を得て反撃する」という内容で、完成作品に登場したウルトラ戦士や怪獣以外にも、ウルトラマンキングやウルトラマンメビウス、ウルティメイトフォースゼロのジャンボット、ミラーナイト、グレンファイヤー、ウルトラマンジャスティスやTEAM EYESのメンバー、怪獣も30体以上[注釈 5]と、より多くのキャラクターが登場しており、クライマックスではコスモスとジャスティスが合体してウルトラマンレジェンドに、ウルトラ兄弟とメビウスが合体してメビウス インフィニティーに、そしてゼロとダイナが合体してウルトラマンサーガとなり、黒幕のダークルシファーと戦う内容が検討されていた[19]。
- 画コンテ集で明らかになった内容として、ハイパーゼットンはカオスヘッダー0を吸収しており、ウルトラマンコスモスはカオスヘッダー0の救出のために参戦するという内容だった[注釈 6]。また、クライマックスでのウルトラ兄弟の参戦も考えられており、2つの内容はそれぞれ撮影の段階まで完了していたが、映画における最高の形を求めた結果、尺的に多すぎるという理由で削除された（カオスヘッダー0の未登場の理由は、コスモスを知らない世代にはカオスヘッダーとムサシの関係性が伝わらないだろうという配慮）。ウルトラ兄弟のカットされた戦闘シーンは後述の『ウルトラマン列伝』で放送されたほか、2013年12月にイベント上映されたディレクターズカット版で見ることができる[注釈 7]。
- 東日本大震災の前日深夜にストーリーの概要が完成したが、東日本大震災を受けてスペースコロニーや架空の惑星に舞台を変更されることも検討されたが、震災と向き合うものを作るという話となり、大きなストーリー変更はないが、破壊されて荒廃した世界ではなく、人が消えた無人の街に変更され、前2作品とは違って地球を舞台とした作品となった[18][19]。
- 本作品の敵がゼットンというのは、当初はOVとして企画されていた「ゼットンに初代ウルトラマンが倒されて、人間たちがその復活のために奮闘する」という企画案の名残りである[18]。
- 戦場の設定はビル街の特撮セットではなく、最終決戦までは対比物のない場所となっている[18]。

## ストーリー
マルチバースの中のウルトラマンの存在しない別宇宙にあるもう1つの地球フューチャーアース。そこはバット星人がゼットンを養育する実験場と化し、地球の人類を含めたすべての生命はほぼ完全に消失していた。だが、残された7人の若き女性が地球防衛組織・チームUを結成し、9人の子供たちを守っていた。
そんな中、怪獣アーストロンが出現しチームUのリーダー・アンナが危機に陥るが、そこに現れたウルトラマンダイナによってアーストロンは倒された。
一方、ウルティメイトフォースゼロとベリアル銀河帝国が戦った別宇宙アナザースペースにおいて、ベリアル銀河帝国の残党と戦っていたウルトラマンゼロは、謎の呼び声に導かれ、時空を超えてフューチャーアースに向かう。同じころ、ダイナが活躍した別宇宙ネオフロンティアスペースの火星で、スフィアの残党が襲来。スーパーGUTSの新人隊員タイガ・ノゾムがガッツイーグルαで迎え撃つが、バット星人の巨大宇宙船に遭遇してスフィアもろとも、フューチャーアースへと飛ばされる。
フューチャーアースで、ゼロとバット星人の戦闘機との戦闘に巻き込まれた少年タケルを助けようとして戦闘機に突進し、重傷を負ったタイガ。その勇気に感銘を受けたゼロは、タイガを救うために一体化する。蘇ったタイガだったが、ゼロへの変身を頑なに拒否し、ゼロの説得も聞き入れようとしない。そんなタイガの前に、ウルトラマンコスモス / 春野ムサシが現れる。彼もゼロが聞いた謎の声に導かれ、別宇宙コスモスペースからやってきたのである。
チームUや子供たちと出会ったタイガとムサシは、ダイナ / アスカ・シンもフューチャーアースを訪れていたことを知るが、彼は消息を絶っていた。
やがて、バット星人がハイパーゼットン（ギガント）を覚醒させて襲い掛かってきた。その際、ダイナ失踪の理由とチームUの秘密が明らかとなる。

## 登場人物

### 主要人物
タイガ・ノゾム / ウルトラマンゼロ
ネオフロンティアスペースのスーパーGUTSマーズのルーキー隊員。
「フィニッシュ!」が口癖の破天荒で軽い言動が目立つお調子者の青年で、ニンジンが嫌いという子どもっぽい性格である。スーパーGUTSの隊員服（ツーピースタイプ）を前を絞めず、ラフに着こなしている。
戦闘機の操縦テクニックは抜群であり、スーパーGUTSのメンバーからはアスカの再来と思われている。一見、チャラチャラしているように見えるが人々を守るためには危険を顧みない強い正義感を持ち、その勇敢さに感銘を受けたウルトラマンゼロと一心同体になる。ゼロと一心同体となった影響により、変身しなくてもある程度の超人的な力を発揮できるようになる。
15年前、両親が怪獣災害でウルトラマンダイナに救われなかったトラウマから、今更ウルトラマンの力に頼りたくないという気持ちが大きく、ゼロとは反りが合わず変身も頑なに拒否していた。しかし、チームUが防衛隊と偽っていた真実を知った時、ウルトラマンを受け入れる決意をする。
決戦終了後はゼロと分離するがネオフロンティアスペースに帰還せず、フューチャーアースで生きる道を選んだ。

アスカ・シン / ウルトラマンダイナ
かつて、ネオフロンティアスペースにおいてウルトラマンダイナとなって戦ったスーパーGUTS隊員。本作品で鍵となる人物。従来通り、スーパーGUTSの隊員服（従来のワンピースタイプ）を着用している。
『ダイナ』最終回以降、様々な宇宙を旅していた途中、フューチャーアースを訪れる。フューチャーアースに初めて現れたウルトラマンとして、残されたチームUや子供たちを守り、心の支えになった。バット星人とハイパーゼットンによる危機に際し、かつて『大怪獣バトル ウルトラ銀河伝説 THE MOVIE』で共闘したウルトラ戦士の1人であるウルトラマンゼロをフューチャーアースへ導くが、同作では光の国で対面したウルトラ兄弟と違って直接対面しないまま再び旅立ったこともあり、声の主がアスカ（ダイナ）であることはゼロに気づかれなかった。
ネオフロンティアスペースでは、タイガ曰く歴史の教科書にも載るほどの「伝説の英雄」で、アスカが太陽系を救って姿を消した日は、アスカ記念日として人々から敬われており、15回を迎えている。
決戦後はネオフロンティアスペースのスーパーGUTSのかつての仲間たちにタイガの生存と旅立ち・自身のメッセージを伝え、帰還することなくそのままどこかの宇宙へと飛び去った。
本編ではフラッシュタイプのみだが、『ウルトラマンサーガ超全集』収録の短編『アンナの日記―過ぎ去りし遠い日』ではフラッシュタイプ以外のタイプになっていた描写がある。

春野ムサシ / ウルトラマンコスモス
かつて、コスモスペースにおいてウルトラマンコスモスと一心同体となって戦ったTEAM EYESの隊員。
コスモスペースでは遊星ジュラン開拓チームのリーダーとなり、保護した怪獣たちを移住させる夢を実現させ、共に平和に暮らしていた。また同じ隊員だったアヤノと結婚し、一人息子・ソラも生まれている。
劇中では明かされなかったが、遊星ジュランにバット星人の巨大円盤が現れたことで再びコスモスと一体化してフューチャーアースにやってきたとされている。
決戦後はタイガやアスカとは違い、遊星ジュランへ帰還した。

### フューチャーアースの人物

#### チームU
バット星人に侵略された地球で「最後の砦」となり、子供たちを守る「地球防衛隊」（E.D.F.・Earth Defense Force）の女性特捜チーム。しかし、彼女たちは正式な防衛隊ではなく、消滅を免れて「山田工業」に偶然逃げ込んだ一般女性たちで同じく逃げ込んだ子供たちに地球防衛隊と誤解され、アンナが子供たちに「私たちは地球防衛隊」と嘘をついたことで結成されてしまったチームだった。偽っていたとはいえ、子供たちを守り続けた心意気はタイガには「あんたたちは立派だ」、『新ウルトラマン列伝』でナビを務めたゼロには「子供たちを守ろうとする気持ちは決して嘘じゃない」と言わしめた。括弧内は本名。
- 当初は防衛隊のエリートという設定だったが、若い女性たちが揃ったチームという設定だったため、練習生という設定に変更された[18]。

アンナ（尾崎杏奈）
22歳。チームUのリーダー。医療担当のリーサを妹に持つ。元レディースチームのヘッド。男勝りな口調と女性らしい口調の両方で話す。
抜群の運動神経を持ち、サワやミサトとともに戦闘班を務める。姉御肌で誰からも頼られており、怪獣を前にしても一切怯まないなど勇猛果敢な性格であり、Uローダーの操縦テクニックに関してはチーム一である。タケルとアスカの件で、誰にも話せない秘密を抱えている。
ミサト（放生ミサト）
22歳。チームUの副リーダー。常にベレー帽を着用。
冷静沈着な性格。予備隊員だったが、チームUで唯一の地球防衛隊関係者。チーム随一といわれる戦闘知識を活かし、作戦参謀的な役割を担うことも多い。
サワ（高山咲和子）
20歳。男勝りな性格で負けず嫌いなチームUの戦闘班メンバー。戦闘の時は先陣を切って突っ込む“特攻隊長”を自称。
誰よりも行動派な反面、機械イジリは苦手のようでアンナとミサトに比べてUローダーの操縦はややぎこちない部分がある。隊員服の上には、常に暴走族時代に着ていたと思しき赤いスカジャンを羽織り、頭には紫色の鉢巻を着用している。
アンナとは学生時代に同じ暴走族に属していて付き合いは長く、ともに良き理解者である。また彼女のことを「頭（カシラ）」と呼んで慕っている。
ノンコ（赤星野乃子）
19歳。チームUの整備班で各種装備のメンテナンスを担当している。マオミとともに「メカニックシスターズ」と呼ばれる。
整備工を営む家庭で機械に包まれて育つ。関西弁が特徴。前向きで明るくおおらかな性格で、同じ整備班のマオミとは工業高校時代からの友人でよいコンビである。また、よくUローダーを壊すサワに頭を悩ますもお互い信頼し合っている。序盤ではアーストロン襲撃の際、地下のレーダーの座標を間違えてしまうというやや間の抜けた面もある。
リーサ（尾崎理沙）
18歳。アンナの妹で、チームUの医療担当。隊員服の上に白衣を着用している。肉体派で気が強い姉とは対照的に、生真面目かつ物静かで心配性であるが、時には危険を顧みずに行動し常に諦めない心を持っている。元々看護師を目指しており看護学校での経験を活かし暖かい眼差しで子供たちを優しく見守る。
子供たち同様、自分たちを助けたアスカを尊敬し、彼が歌っていた「君だけを守りたい」をいつも歌っている。
戦いに参加しないのはヒナと同様だが、彼女とは違って高所恐怖症ではないため、Uローダーに乗ることは可能。
マオミ（大澄マオミ）
19歳。チームUの整備班でメガネがトレードマーク。ノンコと共に各種装備のメンテナンスを担当しているが、自身は設計を担当している。チームUの結成前はOLであり、何事も「斜めから見る」やや悲観的な性格であった。
実家は保育園を営む。
ヒナ（浜松ヒナ）
18歳。チームUの通信オペレーター。元々は服飾専門学校に通う学生であった。
チームUと行動を共にしている子供たちをいつかは親たちに会わせてあげたいと心から願い、残った人々に向けてSOSを放ち続けている。高所恐怖症でUローダーに乗れないため主にベースキャンプでの仕事に携わっている。

#### 地球に残された子供たち
無人と化した地球に残された数少ない子供たち。自分たちを勝手にチームUのアンダーメンバーと位置付けており、彼女たちをサポートしている。
タケル
9歳の男児。自転車で家出をしている最中に、ゼロと円盤の戦闘に巻き込まれる。ある出来事を切っ掛けに言葉を話すことができなくなっており、チームUのメンバーも家出の理由はわからなかったが、実はダイナ＝アスカにとって重要な物を探すための遠出だった。
サーヤ
9歳の女児。レンとカナタの姉。
リツ
8歳の男児。口数が少ない。
ミコ
8歳の女児。絵を描くことを好んでいる。
レン
7歳の男児。読書家。
ケン
6歳の男児。野球好きである。
ハイパーゼットン（ギガント）による暗黒火球攻撃の際に1人はぐれてしまい、タイガに保護される。恐怖に泣き叫ぶケンを見たタイガは、過去の辛い記憶がフラッシュバックしてしまう。
ヒロ
6歳の男児。大声が特徴である。
クー
6歳の女児。常にクマのぬいぐるみを抱えている。
カナタ
5歳の男児。甘えん坊な性格である。

#### その他
タケルの母親
バット星人の計画によって息子と離れ離れになる。

### ネオフロンティアスペースの人物

#### スーパーGUTS
アスカがかつて所属し、タイガが所属する特捜チームで、ネオフロンティアスペースにおける防衛チーム。
現在は地球のみならず火星コロニーにも本拠を置き、火星の前線部隊はスーパーGUTSマーズとも呼ばれる。
かつてS-GUTSの一隊員だったユミムラ・リョウが隊長、同じくS-GUTSの一隊員だったカリヤ・コウヘイが副隊長となっている。また、本作品では科学班主任となったナカジマ・ツトムが、時空移動を可能にするネオマキシマ新型機を開発中であることも明かされている。

#### 地球平和連合TPC
ネオフロンティアスペースにおける地球環境整備と宇宙開発を目的とするS-GUTSの上層組織。
かつてS-GUTSの隊長だったヒビキ・ゴウスケが総監、S-GUTSの副隊長だったコウダ・トシユキがTPC宇宙開発局参謀となっている。ミドリカワ・マイは本編に登場しないが、教官として今もTPCに在籍しているとされている。

### コスモスペースの人物
春野 ソラ
ムサシとアヤノの間に生まれた息子。現在は母親とともに、遊星ジュランに移住している。

### M78ワールドの人物

#### ウルトラ兄弟（レジェンド5）
幾度となく地球を守ってきた、M78星雲の伝説のウルトラ戦士たち。ウルトラ兄弟は全部で11人だが、その中から本作品では下記の5人が登場。
光の国でゼロの身を案じるほか、本編からカットされたシーンでは、フューチャーアースへと飛来し、人間の姿でチームUに励ましの言葉を送った後に変身し、そのままバット星人が生み出した怪獣兵器軍団と戦う。詳細は各記事を参照。
- ハヤタ（ウルトラマン）
- モロボシ・ダン（ウルトラセブン）
- 郷 秀樹（ウルトラマンジャック/帰ってきたウルトラマン）
- 北斗 星司（ウルトラマンエース）
- おおとりゲン（ウルトラマンレオ）

## 用語

### 宇宙・天体
フューチャーアース
本作品の舞台となる地球。バット星人に制圧され、人類を含めたすべての生物はほとんど姿を消しており、チームUが「最後の砦」として活躍している。
時系列上では本作品よりも後に位置する『ウルトラギャラクシーファイト 大いなる陰謀』Chapter.1では、アブソリュートタルタロスによる異変がフューチャーアースにもおよんだことが、彼に急襲されたウルトラマン80たちのもとへウルトラマンジャスティスと共に駆けつけたコスモスによって報告されている。Chapter.3では、タルタロスが地球を望む軌道上の小惑星にレイバトスを連れて現れ、彼にバット星人を復活させていたことが明かされている。
アナザースペース
『ウルトラマンゼロ THE MOVIE 超決戦!ベリアル銀河帝国』の舞台となった宇宙世界。
ゼロはその後もこの宇宙に滞在し、ベリアル銀河帝国の残党と戦っている。
ネオフロンティアスペース
『ウルトラマンティガ』と『ウルトラマンダイナ』の舞台となった宇宙世界。
アスカ・シンが虚空に消え去ってから15年後の世界ということで、時系列上では『ウルトラマンティガ外伝 古代に蘇る巨人』よりも過去となっている。
コスモスペース
『ウルトラマンコスモス』シリーズの舞台となった宇宙世界。
遊星ジュラン
コスモスペースの惑星の一つ。テレビシリーズや劇場版第2作に登場し、劇場版第3作では怪獣と人間が共存できる場所として開拓・移住する「ネオユートピア計画」が実行されており、本作品ではそれが結実した結果、人間と怪獣が共存する楽園となっている。
M78ワールド
ゼロやウルトラ兄弟をはじめとする、M78星雲のウルトラ戦士たちの宇宙世界。
現在は『ウルトラマンメビウス』第50話（最終回）からはるか未来となっており、『ウルトラギャラクシー大怪獣バトル』などの「大怪獣バトルシリーズ」もこの世界に含まれる。

### メカニック
Uローダー
チームUが使用する有人多目的ローダーマシン。飛行形態のHD（）モードとロボット形態のSD（）モードの2つに変形可能。スタンドライブ時の全長は5.4メートル。両手にワイヤーで射出できるクローを備える他、つるはしやスコップ、ネイルガンなど多彩な装備に換装できる。
3機存在し、中でも高い操縦技術を持つアンナの専用機である01には特別なチューナップが施されている。02はミサト、03はサワの専用機でありそれぞれ部分的に色が違う。また、コクピットは操縦者の好みでカスタマイズされている。操縦は1人で行うが飛行時は機体後部に掴まることでもう1人搭乗することも可能。
これらのローダーと呼ばれるメカは、元々は軍用であったが、建築・土木用に一般にも転用されている重機である。劇中工事現場に放置されていたり、通行に関する標識が存在する。操縦には免許が必要。
- デザインは後藤正行が担当。当初はSFのようなメカをデザインしたが、現代の重機のようなイメージであったということを監督との話し合いで理解したため、現在の形に落ち着いたという。
- 発進時には脚本ではアンナの「チームU、レディゴー」というセリフのみであったが、監督のおかの遊び心で『ウルトラセブン』の管制官のセリフである「フォースゲート、オープン」をヒナが言うものとなった。

バット星人宇宙船
バット星人の前線基地となる円環型宇宙船。時空移動が可能。中央に力場を発生させ、様々な並行宇宙から怪獣や宇宙生命体を捕獲しフューチャーアースへと連れ去り、実験やハイパーゼットンの糧にするため使用している。
バット星人戦闘機
バット星人の巨大円盤に搭載された小型の無人戦闘機。パルスビーム砲を装備し、ゼロを破壊光線で攻撃する。

## 登場ウルトラマン
劇中でウルトラマンダイナとウルトラマンコスモスは、タイプチェンジを使わずに基本形態のみで戦っている。
- ウルトラマンゼロ
  - ウルティメイトゼロ
- ウルトラマンダイナ（フラッシュタイプ）[注釈 20]
- ウルトラマンコスモス（ルナモード）
- ウルトラマン
- ウルトラセブン
- ウルトラマンジャック
- ウルトラマンA
- ウルトラマンレオ

### ウルトラマンサーガ
ゼロ、ダイナ、コスモスの3人の心がサーガブレスから放たれたオーラを中心に一体化して誕生した奇跡の戦士。神の如きパワーを持つ最強のウルトラマン。声はゼロと似ているが、その中ではタイガ、アスカ、ムサシが心を一つにしている。
身体に明確な模様はなく、体色は上半身の青系から下半身の赤系へとグラデーションする紫色。全身に輝く神秘的な光のオーラを纏い、身体の各所にある裂け目から光が漏れ出している。全身に漲る強力なエネルギーサーガエフェクトを使った様々な技を繰り出す。
ゼロ、ダイナ、コスモスが束になっても敵わなかったハイパーゼットン（イマーゴ）と互角に戦った。
- 当初から合体ウルトラマンという案だったが、当初はダイナとゼロが合体するという設定で、コスモスはジャスティスと合体してレジェンドとなって、サーガと共にハイパーゼットンと戦うという内容だった[18]。
- デザインを担当した後藤正行は、「ウルトラマンの進化形」を目指してデザインしたといい、グラデーションとして赤と青が入ったものとなった[9][28]。合体ウルトラマンではあるが、それぞれのポイントを拾うのではなく、神秘的なものにするため、光の具現化のようなものとして「光る結晶体」をイメージしたものとなっている[39][28]。ボディや形は左右非対称となっているが、顔を非対称にするとクリーチャーになってしまうことから全身の印象をクリーチャーに寄せつつ、ウルトラマンに見えるギリギリのところを狙っている[39]。
- 映画『劇場版 ウルトラマンギンガS 決戦!ウルトラ10勇士!!』では、ゼロ・ダイナ・コスモスが揃っていることから監督の坂本浩一はウルトラマンサーガも登場させることを希望したが実現には至らなかった[40]。

#### 必殺技・武器
サーガブレス
超パワー・サーガエフェクトを解放するブレスレットで、ゼロのウルティメイトブレスレットが変形。劇中でサーガは技を使用する時、サーガブレスに右手で触っている。
サーガプラズマー
胸から発生するエネルギー光球を、両手で押し出すようにして発射する。劇中ではハイパーゼットン（イマーゴ）の放った「暗黒火球」をも相殺する威力を見せた。
サーガパンチャー
エネルギーを拳に集め、サーガエフェクトをパンチと同時に何発も流し込む技。
サーガスラッシャー
光のリング状にしたエネルギーを飛ばして敵を切り裂くカッター光線。放った後で3つに分裂させるサーガトリプルスラッシャーという応用技もある。
サーガシューター
エネルギー光弾を手から超高速で発射する。
サーガカッター
サーガブレスから左腕に鋭い切れ味の光のカッターを形成する。ハイパーゼットン（イマーゴ）の翼を切断した。
サーガスピナー
エネルギーを集中させた両足できりもみ状態から敵の弱点に連続して蹴り込むキック技。
サーガアクセラレーション
瞬間移動能力。この能力によって合体前は手も足も出なかったハイパーゼットン（イマーゴ）の瞬間移動に渡り合えるようになる。
サーガアタッカー
超高速で飛行し、敵に突進攻撃する荒技。
サーガプロテクション
エネルギー波動で、防御壁を作り出す。ハイパーゼットン（イマーゴ）の巨大な「暗黒火球」をも防ぐ防御力を持つ。
サーガマキシマム
全てのサーガエフェクトを右拳に集中させて放つ最強の必殺パンチ。ハイパーゼットン（イマーゴ）にとどめを刺した。

## 登場怪獣・宇宙人

### バット星人と配下怪獣軍団
『ウルトラマンサーガ超全集』（小学館）では、バット星人の操る怪獣はいずれも怪獣墓場から連れ出された物とされている。
- 触角宇宙人 バット星人
- 宇宙恐竜 ハイパーゼットン
  - ハイパーゼットン（コクーン）
  - ハイパーゼットン（ギガント）
  - ハイパーゼットン（イマーゴ）
- 凶暴怪獣 アーストロン
- 深海怪獣 グビラ
- 古代怪獣 ゴメス（S）

その他、『ウルトラマンサーガ超全集』収録の短編『アンナの日記―過ぎ去りし遠い日』では他の怪獣も複数出現していたことが描写されている。

### 遊星ジュランの怪獣たち
今回、ジュランの6体のうち5体の怪獣が寒河江弘が作った模型を基に小サイズのフィギュア（ただしカオスヘッダー0のみCG）で作られており、着ぐるみが登場したのはボルギルス・ミーニンのみ。
- 友好巨鳥 リドリアス
- 古代暴獣 ゴルメデ
- 地中怪獣 モグルドン
- 毒ガス怪獣 エリガル
- 隕石小型珍獣 ミーニン
- 電撃怪獣 ボルギルス
- カオスヘッダー0

### その他の怪獣・宇宙人
- 宇宙球体 スフィア
- 帝国機兵 レギオノイド（α・β）

### 本編未登場の怪獣（怪獣兵器）
怪獣兵器はバット星人が過去にウルトラ戦士を苦しめた強豪怪獣を元に作り出した、命や意思を持たない生物兵器（すなわちゾンビ）。怪獣の要素を秘め、ハイパーゼットン（イマーゴ）から撃ち出されたスフィア細胞を中核に再生される。瞳の無い白目と、ボディーの一部分のハイパーゼットン（イマーゴ）と同じようなスフィアの発光器官やメカ的なチューブが特徴。
本編には登場しなかったが、『ウルトラマン列伝』で登場シーンが放送された。
- 怪獣兵器 アントラー
- 怪獣兵器 キングパンドン
- 怪獣兵器 ブラックキング
- 怪獣兵器 ベロクロン
- 怪獣兵器 タイラント

## キャスト

### 出演
- タイガ・ノゾム - DAIGO[45]
- 春野ムサシ - 杉浦太陽
- アンナ - 秋元才加
- サワ - 宮澤佐江
- リーサ - 佐藤すみれ
- ミサト - 梅田彩佳
- ノンコ - 増田有華
- マオミ - 小林香菜
- ヒナ - 島田晴香
- タケル - 高村竜馬
- サーヤ - 池田沙弥花
- リツ - 大橋律
- ケン - 安藤健悟
- ヒロ - 里村洋
- ミコ - 渡邉空美
- レン - 上野楓恋
- カナタ - 田中奏生
- クー - 森くれあ
- コウダ・トシユキ - 布川敏和
- ユミムラ・リョウ - 斉藤りさ
- カリヤ・コウヘイ - 加瀬信行
- ナカジマ・ツトム - 小野寺丈
- ヒビキ・ゴウスケ - 木之元亮
- 春野アヤノ - 鈴木繭菓
- タケルの母親 - 中丸シオン
- 春野ソラ - 橋爪龍
- 少年時代のタイガ - 佐藤光将
- 子供たちの親 - 齋藤崇、鶴岡幸乃、椿ゆきこ、上温湯剛、石川香織、神谷誠一、秋田智恵美、山科享、梅原由華、星一典[注釈 21]
- ハヤタ - 黒部進
- モロボシ・ダン - 森次晃嗣
- 郷秀樹 - 団時朗
- 北斗星司 - 高峰圭二
- おおとりゲン - 真夏竜
- アスカ・シン - つるの剛士[46]

### 声の出演
- ウルトラマンゼロ / ウルトラマンサーガ - 宮野真守
- ウルトラマンダイナ - つるの剛士
- ウルトラマンコスモス - 杉浦太陽、佐藤ゆうき
- バット星人 - 東国原英夫

### 特技アクション
- ウルトラマンゼロ / ウルトラマンサーガ他 - 岩田栄慶[47]
- ウルトラマンコスモス他 - 寺井大介[47]
- ウルトラマンダイナ他 - 福田大助、力丸佳大[47]
- ハイパーゼットン他 - 末永博志[47]
- バット星人他 - 福島龍成[47]
- その他 - 横尾和則、櫻井暦、梶川賢司、桑原義樹、岡部暁、常光博武[47]

### アクションサポート
- 新井宏幸
- 丸田聡美
- 安達仁美
- 山中アラタ
- 秋山智彦

## スタッフ
- エグゼクティブ・プロデューサー - 山本英俊
- 監修 - 大岡新一
- チーフプロデューサー - 北浦嗣巳
- 脚本 - 長谷川圭一
- 企画 - 岡崎聖、渋谷浩康
- 撮影監督 - 高橋創
- 照明 - 関口賢
- 録音 - 浦田和治
- 編集 - 松木朗
- アクション監督 - カラサワイサオ
- 音響効果 - 古谷友二
- 企画協力 - 小林雄次
- キャラクターデザイン - 後藤正行
- 音楽監督 - 田靡秀樹
- 音楽 - 原文雄
- 特殊造型 - 潤淵隆文・品田冬樹
- 遊星ジュラン怪獣造型 - 寒河江弘
- VFXプロデューサー - 鹿角剛司
- VFXスーパーバイザー - 前川英章
- 宣伝プロデューサー - 栗原俊志
- 制作 - 円谷プロダクション
- 「ウルトラマンサーガ」製作委員会（円谷プロダクション、フィールズ、バンダイ、バンダイビジュアル、バンダイナムコゲームス、バンプレスト、電通、電通テック、小学館、松竹）
- 特技監督 - 三池敏夫
- 配給 - 松竹
- 監督 - おかひでき

## 主題歌
主題歌「Lost the way」
作詞 - 秋元康 / 作曲 - 小内喜文 / 編曲 - D.L.M / 歌 - DiVA
PVではウルトラマンサーガも出演している。
挿入歌
「君だけを守りたい」
produced by 高見沢俊彦 / 作詞・作曲・編曲 - 高見沢俊彦 / 歌 - つるの剛士
「君だけを守りたい」
作詞・作曲 - 高見沢俊彦 / 編曲 - 原文雄

## 受賞
- ゆうばり国際ファンタスティック映画祭2012[50] 『ファンタランド大賞』

## 映像ソフト化
2012年9月21日発売。発売・販売元はバンダイビジュアル。
- ウルトラマンサーガ Blu-ray メモリアルBOX（2枚組・初回限定生産）
  - ディスク1：本編Blu-ray 3D
    - 本編：3D版本編を収録・2D再生にも対応
    - 映像特典
      - デジタルギャラリー

  - ディスク2：特典Blu-ray
    - Making Movie Channel Premium M78
    - 企画初期秘蔵資料集
    - プロモーション映像アーカイブス
    - イベント・完成披露・公開初日映像
    - e-move 本編持ち出し機能

  - 封入特典
    - PREMIUM BOOKLET
    - Making photo book
    - 絵コンテ集
    - 作品解説書（プレスシートリサイズver.）

  - 特製アウターケース付きDVDサイズトールケース仕様
- ウルトラマンサーガ DVD メモリアルBOX（2枚組・初回限定生産）
  - ディスク1：本編DVD
    - 本編：2D版本編を収録
    - 映像特典：Blu-ray メモリアルBOX・ディスク1と同様

  - ディスク2：特典DVD
    - 映像特典：「e-move 本編持ち出し機能」を除く映像特典を収録

  - 封入特典：Blu-ray メモリアルBOXと同様
  - 特製アウターケース付きDVDサイズトールケース仕様（Blu-ray版と同様）
- ウルトラマンサーガ Blu-ray 通常版（1枚組）[51]
  - 本編：Blu-ray 3Dで収録・2D再生にも対応
  - 映像特典：Blu-ray メモリアルBOX・ディスク1と同様
  - 封入特典：作品解説書（メモリアルBOXと同様）
- ウルトラマンサーガ DVD 通常版（1枚組）[52]
  - 本編：2D版本編を収録
  - 映像特典：DVD メモリアルBOX・ディスク1と同様
  - 封入特典：作品解説書（メモリアルBOXと同様）
- ウルトラマンゼロBlu-ray BOX 10th Anniversary Edition
  - ゼロ生誕10周年を記念して歴代ゼロの関連映画（「ウルトラ銀河伝説」「ベリアル銀河帝国」）、Vシネマ（「VSダークロプスゼロ」「キラーザビートスター」「ウルトラゼロファイト」）に合わせて収録されたブルーレイボックス。このうちサーガに関しては「列伝」で収録されたディレクターズカット版を初収録されている。

## 番組出演
『宝探しアドベンチャー 謎解きバトルTORE!』
日本テレビ、2011年11月28日放送分。つるの、杉浦、ダイナ、コスモスが出演。ダイナが「鉄球の試練」に挑戦し、成功した。放送は劇場公開の約4か月前であり、番組宣伝としては他の映画作品より比較的早い。
『HEY!HEY!HEY! MUSIC CHAMP』
フジテレビ、2012年3月12日放送分。DAIGO、つるの、ゼロが出演。
『火曜サプライズ』
日本テレビ、2012年3月20日放送分。DAIGO、つるの、杉浦、ゼロ、ダイナ、コスモスが出演。
『ヒルナンデス!』
日本テレビ、2012年3月21日放送分。DAIGO、つるの、ゼロ、ダイナが出演。なお、つるのは本番組に水曜日のMCとしてレギュラー出演している。
『おはスタ』
テレビ東京、2012年3月23日放送分。DAIGOがタイガ、秋元がアンナとして出演。
ダイナを復活させるための手がかりを捜してスタジオに登場、VTRを流した後にDAIGOがウルトラゼロアイを装着しゼロに変身した（ゼロの声は宮野ではなく、DAIGOが担当した）。
『めちゃ×2イケてるッ!』
フジテレビ、2012年3月31日放送分。DAIGO、ゼロ、ダイナ、コスモス、初代マン、セブン、タロウ、ウルトラの父・母が出演。
『ショーバト!』
日本テレビ、2012年4月2日放送分。ゼロ、ダイナ、コスモス、初代マン、セブン、バット星人、映画に登場しないバルタン星人、レッドキング、ピグモン、ダダが出演。
『ちちんぷいぷい』
MBS、2012年4月3日放送分。DAIGO、ゼロ、おかひでき監督、タケル役の高村竜馬が出演。
『はねるのトびら』
フジテレビ、2012年4月4日放送分。杉浦、ゼロ、ダイナ、コスモスが出演。

## ウルトラマン列伝との連動
『ウルトラマン列伝』では、本作品との連動企画が行われた。
- 第35話は本作品の前日譚となっており、ゾフィーがアナザースペースにいたゼロを呼び出し、ゼットンのマイナスエネルギーが別宇宙で強大化していることを聞かせ、警告を与えている。
- 第39話では上映版でカットされたウルトラ兄弟の登場シーンを流用し、地球以外の惑星でウルトラ兄弟がバット星人の怪獣兵器と戦っていたという設定のシーンを交えたスペシャル総集編が放送された。
- 『新ウルトラマン列伝』の第29話から5週連続で、本作品が分割放送された[注釈 7]。ディレクターズカット版と同様にウルトラ兄弟が地球で戦うシーンが入っているほか、『新ウルトラマン列伝』放送用の新撮映像としてゼロ、ダイナ、コスモスが【フューチャーアース】からそれぞれの世界に帰っていくシーンが追加されている[53]。
- 新ウルトラマン列伝の第88話で、本作品のダイジェストを放送。

## テレビ放送
2017年5月6日より『ウルトラマンゼロ THE CHRONICLE』内にて5週連続で放送された。
本編は上述した『新ウルトラマン列伝』で2014年1〜2月に放送した全5回の再構成版だが、BGM「Lost the way」の使用箇所が変更されていたり、新列伝での新撮映像やエンディングが一部カットされている。
2020年2月には、『ウルトラマンクロニクル ZERO&GEED』内で、ビヨンド学園の教師、グレンファイヤー、ジャンボット、ゼロがリクやペガ（ジャンボットのときは、星人も）に教える形で、5週に分けて放送。
2022年6月には、『ウルトラマン クロニクルD』で、ダイジェスト版でも、放送された。